# Arnold Schmidt (Physiker)
Arnold Schmidt (* 7. August 1938 in Wien; † 5. Juli 2024) war ein österreichischer Physiker.

## Leben
Schmidt studierte von 1956 bis 1962 Physik an der Universität Wien. 1962 wurde er promoviert. Anschließend war er bis 1965 als wissenschaftlicher Mitarbeiter am Ludwig Boltzmann-Institut für Festkörperphysik tätig. Es folgten Forschungsaufenthalten an der University of York (1966–1971) und der University of California, Berkeley (1971–1975). Nach seiner Rückkehr nach Österreich hatte er eine Stelle als Dozent am Institut für physikalische Elektronik der Technischen Universität Wien inne. 1978 habilitierte sich Schmidt auf dem Gebiet der Quantenelektronik. 1986 wurde er Universitätsprofessor an der TU Wien. Er war von 1989 bis 1993 Vorstand des Instituts für allgemeine Elektrotechnik und Elektronik der TU Wien und von 2000 bis 2001 Vorstand des Instituts für Photonik der TU Wien.
Er gehörte zu den Mitbegründern der Christian Doppler Forschungsgesellschaft (CDG) und stand dieser von 1988 bis 1994 als Präsident vor. Von 1994 bis 2003 war Schmidt Präsident, von 2005 bis 2009 Aufsichtsratsvorsitzender des Fonds zur Förderung der wissenschaftlichen Forschung (FWF).
Zu seinen Schülern zählt der Physiker und Nobelpreisträger Ferenc Krausz, der Schmidt als seinen „Wegweiser und Mentor“ bezeichnet.
Er starb im Juli 2024 im Alter von 85 Jahren.

## Ehrungen
- 1998: Mitglied der Academia Europaea[4]
- 1999: Mitglied der Österreichischen Akademie der Wissenschaften[6]
- 2006: Österreichisches Ehrenzeichen und Österreichisches Ehrenkreuz für Wissenschaft und Kunst I. Klasse[7]

## Veröffentlichungen (Auswahl)
- Donald S. Bethune, Arnold Schmidt, Y. R. Shen: Dispersion of nonlinear optical susceptibilities of InAs, InSb, and GaAs in the visible region. In: Physical review. Band 11, Nr. 10, 1975, S. 3867–3875, doi:10.1103/physrevb.11.3867.
- Ferenc Krausz, Christian Spielmann, Thomas Brabec, Ernst Wintner, Arnold Schmidt: Subpicosecond pulse generation from a Nd:glass laser using a nonlinear external cavity. In: Optics Letters. Band 15, Nr. 13, 1990, S. 737–737, doi:10.1364/ol.15.000737.
- Ferenc Krausz, Martin E. Fermann, Thomas Brabec, P. F. Curley, Michael Höfer, M. H. Ober, Christian Spielmann, Ernst Wintner, Arnold Schmidt: Femtosecond solid-state lasers. In: IEEE Journal of Quantum Electronics. Band 28, Nr. 10, 1992, S. 2097–2122, doi:10.1109/3.159520.